# EO Metterdaad
EO Metterdaad is een Nederlands televisieprogramma van de Evangelische Omroep (EO). Tevens is het een stichting van de omroep gevestigd aan de Oude Amersfoortseweg 79 in Hilversum.
De besteding van geworven fondsen gaat in samenwerking met christelijke hulporganisaties die wereldwijd actief zijn. Zij hebben veel ervaring in het werkveld en lokale personeelsleden. De verantwoording van de geworven fondsen gaat via het jaarverslag van de Stichting EO Metterdaad.

## Geschiedenis
EO Metterdaad werd in 1972 opgericht binnen de Evangelische Omroep. Sinds de start geeft EO Metterdaad stem en steun aan mensen in nood wereldwijd. In eerste instantie was het programma te horen op de radio, maar al snel kwam er televisie bij. 
Veel organisaties ontvangen al jarenlang financiële steun voor hun projecten via EO Metterdaad. Inmiddels is er een wereldwijd netwerk van christelijke partnerorganisaties opgebouwd. 

## Uitzendingen
Op zaterdagavond is er op NPO 2 een tv-uitzending van 10 minuten, meestal in de vorm van een vierdelige serie over één project of land.  

## Cijfers
In 2021 ondersteunde EO Metterdaad meer dan 60 christelijke organisaties met een bijdrage om in meer dan 50 landen projecten mogelijk te maken.